# Кудрявцев, Иван Михайлович
Иван Михайлович Кудря́вцев (1898—1966) — русский советский актёр, театральный педагог. Народный артист РСФСР (1948). Лауреат Сталинской премии первой степени (1947).

## Биография
Родился 4 (16 января) 1898 года в погосте Муравьищи (ныне Московская область). В 1918 году поступил в драматическую студию М. А. Чехова. В 1921 году перешёл в студию Е. Б. Вахтангова, к этому времени вошедшую в состав Художественного театра и получившую название Третьей студии МХТ. Там он проработал с 1920 по 1924 год, приняв участие в самой известной постановке Евг. Вахтангова — «Принцесса Турандот» исполнением роли Панталоне.
После смерти Е. Б. Вахтангова большинство его студийцев не желали оставаться под властью Художественного театра и требовали самостоятельности. Ситуация возникла острая, конфликт нарастал. Многие не верили, что Вахтанговская студия, потеряв своего руководителя и учителя, сумеет выжить и стать настоящим театром. В 1924 году Ю. А. Завадский ставит гоголевскую «Женитьбу», где И. Кудрявцев играет Кочкарёва; спектакль был решён в яркой гротескной манере, образы были эксцентричны и даже фантастичны; в замысел режиссёра входило показать и фатальный рок, и мистику, свойственную произведениям Гоголя, и нервозность времени; однако эти грандиозные поставленные задачи на должном уровне выполнить не удалось — спектакль провалился и очень быстро был снят с репертуара. Эта неудача сказалась на многих актёрах-вахтанговцах, а Завадский в том же году покинул директорский пост театра. Решили уйти и другие.
В 1924 году Кудрявцев перешёл в МХАТ имени М. Горького, где и проработал до конца жизни..
Работал на радио — участвовал в радиопостановках и ставил радиоспектакли: Ямщик и Швабрин («Капитанская дочка» по повести А. С. Пушкина. Режиссёры: И. М. Кудрявцев, А. Н. Грибов. Запись 1944—1945 гг.), Анпадист («Бурмистр» по одноимённому рассказу И. С. Тургенева. Реж.: Р. В. Иоффе. Запись 1951 года.), Никита Ильич Артамонов (Отец Никодим), младший сын Ильи Васильевича, монах («Дело Артамоновых» по мотивам одноимённого романа М. Горького. Реж.: С. М. Богомазов. Запись 1957 г.), офицер ("Первая Конная! Вс. Вишневского. Реж.: М. Н. Баташов. Запись 1958 г.), Евгений Тихонович Суслов, судья («Завтрак у предводителя» И. С. Тургенева. Реж.: В. В. Готовцев. Запись 1958 г.) и другие. Поставил на радио спектакли «Капитанская дочка» по повести А. С. Пушкина (совместно с А. Н. Грибовым. Запись 1944—1945 гг.), «Юность Ломоносова» по пьесе М. Сизовой (1945 г.) и другие. 
Значительное место в его деятельности занимала педагогическая работа, которую он начал ещё в 1920 году и вёл до конца жизни; с 1946 года — доцент.

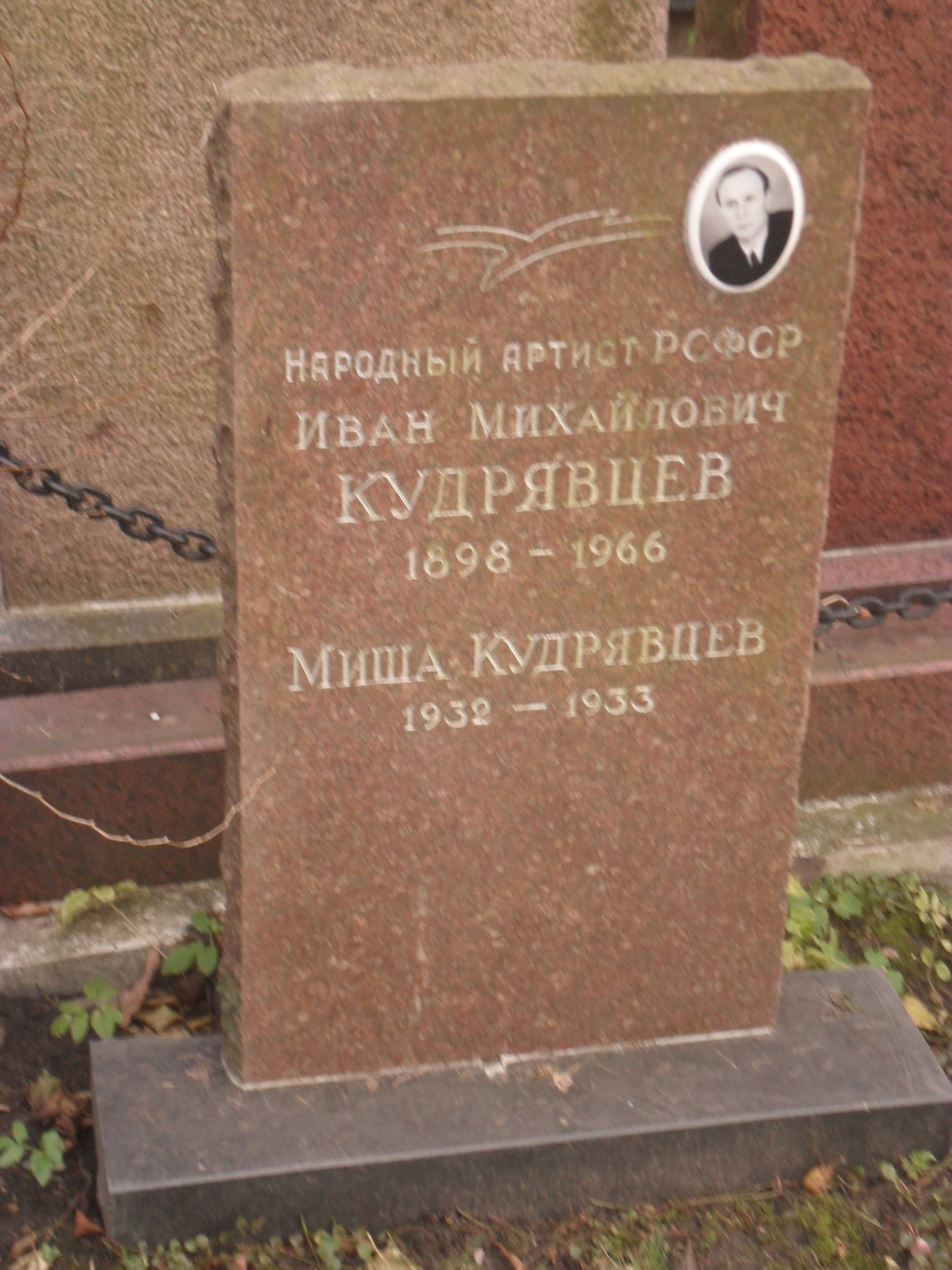
Могила Кудрявцева на Новодевичьем кладбище Москвы.

Умер 12 февраля 1966 года. Похоронен в Москве на Новодевичьем кладбище (участок № 2).
Родной племянник (сын сестры) — известный актёр Сергей Гурзо-старший. Брат — Илья Михайлович Кудрявцев был специалистом по древнерусской литературе, работал хранителем древнерусских рукописей в рукописном отделе ГБЛ.

## Награды и премии
- Заслуженный артист РСФСР (1936)
- Сталинская премия первой степени (1947) — за исполнение роли лейтенанта Фёдорова в спектакле «Победители» Б. Ф. Чирскова
- Народный артист РСФСР (26.10.1948)
- Орден Трудового Красного Знамени (26.10.1948)
- Орден «Знак Почёта» (03.05.1937) — за выдающиеся заслуги в деле развития русского театрального искусства
- медали

## Роли в театре
МХАТ
- 1924 — «Царь Фёдор Иоаннович» А. К. Толстого — Царский стольник, Стремянный, Гонец, Духовник, князь Андрей Шуйский
- 1925 — «Елизавета Петровна» Д. П. Смолина — Лесток
- 1925 — «Пугачёвщина» К. А. Тренёва — 1-й мятежник и Творогов
- 1926 — «Дни Турбиных» М. А. Булгакова — Николка (первый исполнитель)
- 1927 — «Бронепоезд 14-69» Вс. В. Иванова — Миша
- 1929 — «Блокада» Вс. В. Иванова — Дениска
- 1930 — «Наша молодость» С. М. Карташёва — Матвеев
- 1930 — «Братья Карамазовы» по Ф. М. Достоевскому — Алёша
- 1931 — «Хлеб» В. М. Киршона — Локтев и Раевский
- 1933 — «Таланты и поклонники» А. Н. Островского — Петя Мелузов
- 1934 — «Егор Булычов и другие» М. Горького — Тятин
- 1936 — «Враги» М. Горького — Михаил Скроботов
- 1937 — «Любовь Яровая» К. А. Тренёва — Михаил Яровой
- 1938 — «Достигаев и другие» М. Горького — Тятин
- 1939 — «Дни Турбиных» М. А. Булгакова — Виктор Викторович Мышлаевский и Алексей Васильевич Турбин
- 1941 — «Анна Каренина» по Л. Н. Толстому — Особа царской фамилии и граф Александр Вронский
- 1942 — «Фронт» А. Е. Корнейчука — Грустный, позже Мирон Горлов
- 1943 — «Русские люди» К. М. Симонова — Козловский
- 1946 — «Офицер флота» А. А. Крона — капитан-лейтенант Виктор Иванович Горбунов
- 1946 — «Трудные годы» А. Н. Толстого — Козлов
- 1947 — «Победители» Б. Ф. Чирскова — лейтенант Фёдоров
- 1948 — «Три сестры» А. П. Чехова — Василий Васильевич Солёный
- 1948 — «Воскресение» по Л. Н. Толстому — Владимир Иванович Симонсон
- 1949 — «На дне» М. Горького — Кривой Зоб
- 1952 — «Залп „Авроры“» М. В. Большинцова и М. Э. Чиаурели — Скобелев
- 1953 — «Дачники» М. Горького — Павел Сергеевич Рюмин
- 1954 — «Дядя Ваня» А. П. Чехова — Александр Владимирович Серебряков
- 1957 — «Золотая карета» Л. М. Леонова — полковник Берёзкин
- 1959 — «Мария Стюарт» Ф. Шиллера — Вильям Девисон
- 1960 — «Братья Карамазовы» по Ф. М. Достоевскому — Старец Зосима
- 1960 — «Точка опоры» С. И. Алёшина — Лицо от театра
- 1961 — «Хозяин» И. Соболева — Ефимёнок
- 1963 — «Друзья и годы» Л. Г. Зорина — Матвей Михайлович Печёрский
- 1963 — «Егор Булычов и другие» М. Горького — Мокей Башкин
- 1964 — «Я вижу солнце» Н. В. Думбадзе и Г. Д. Лордкипанидзе — Лукайя

## Роли в кино
- 1928 — Человек родился — Сергей, молодой рабочий
- 1934 — Мечтатели — Чиж
- 1934 — Петербургская ночь — Васильев
- 1938 — Болотные солдаты — Тидеман, парикмахер Буш
- 1938 — В людях — Сергеев, чертёжник
- 1959 — Василий Суриков — Иван Николаевич Крамской
- 1965 — Друзья и годы — Печёрский Матвей Михайлович, отец Людмилы